# The Future Sound of London
The Future Sound of London (souvent abrégé FSOL) est un groupe britannique de musique électronique, originaire de Manchester, en Angleterre. Il est composé de Garry Cobain et Brian Dougans, formé au début des années 1990. Parmi les groupes qui évoquent ou ressemblent parfois à FSOL, on peut citer Boards of Canada[réf. nécessaire].

## Histoire

### Débuts et années 2000
Le groupe signe chez Virgin Records, et sort en 1994 son album Lifeforms. À ce sujet, Garry Cobain explique que, lors de cette signature, ils avaient musicalement « tous les pouvoirs ». Deux ans plus tard, The Future Sound of London est présent sur la bande-son du jeu vidéo Wipeout 2097 (sorti fin 1996 sur PlayStation) avec deux titres, We Have Explosive et Landmass.
Depuis 2002 et la sortie de l'album The Isness, ils empruntent principalement le nom Amorphous Androgynous, déjà utilisé pour l'album Tales of Ephidrina, pour des productions plus proches du rock psychédélique. Ils font alors appel à des instruments acoustiques, et se produisent sur scène, ce qu'ils refusent auparavant.
Le nom FSOL réapparaît en 2006 avec un morceau intitulé A Gigantic Globular Burst of Anti-Static, conçu comme une expérience de son surround 5.1 et créé pour une exposition au musée d'art Kinetica intitulée Life Forms. La pièce contenait du matériel retravaillé provenant de leurs archives et de la musique ambiante plus récente et plus abstraite. La pièce est accompagnée d'une vidéo intitulée Stereo Sucks, qui expose les théories du groupe sur les limites de la stéréo. Cette vidéo est publiée sur un DVD joint au no 182 de Future Music Magazine en décembre 2006 et sur le site web de FSOL en mars 2007.
Ils lancent sont également dans la création de leurs propres sons en commençant à fabriquer des instruments électroniques, dont le résultat peut être entendu sur l'album Hand-Made Devices, sorti en 2007. Sur leur site web Glitch TV (dont la devise est « [A] sudden interruption in sanity, continuity or programme function »), ils vendent et expliquent leurs appareils tels que le « Electronic Devices Digital Interface ». 

### Parcours indépendant
Avec la liberté de travailler indépendamment d'un label, le groupe reste prolifique, travaillant sur plusieurs projets à la fois. Depuis 2014, la majorité des sorties via FSOLDigital sont des morceaux nouvellement enregistrés, Environment Five étant le premier de la série à présenter tous les nouveaux morceaux. Depuis lors, les sorties de FSOL sont moins conventionnelles, Environment Six étant divisé en trois volumes, nommés Environment Six, Environment 6.5 et Environmental, la dernière partie d'un triple LP intitulé Archived : Environmental : Views. De même, Environment 7 est prévu comme une trilogie, le premier volume étant sorti pour le Record Store Day 2022 sous le nom de Rituals.
En 2021, le groupe réédite son quatrième album, Dead Cities, à l'occasion de son 25e anniversaire, sous format vinyle.

## Style musical
The Future Sound of London est apparenté au genre musical ambient, mais touche à de nombreux autres genres et sous-genres de la musique électronique tels que l'ambient techno, l'ambient dub, ainsi qu'à diverses expérimentations. Précurseurs, à la suite des pionniers de l'acid, LFO et The Orb par exemple, de l'Intelligent dance music (IDM), ils privilégient fréquemment de longues plages planantes tantôt synthétiques, tantôt plus folkloriques, agrémentées bien souvent de chœurs féminins en fond. Cependant, ils complexifient la plupart du temps la structure de ces plages par l'ajout de samples, de breaks, d'échos, de petites mélodies routinières et cycliques.

## Discographie partielle

### Albums studio
- 1992 : Accelerator (en)
- 1994 : Lifeforms (en)
- 1994 : ISDN (en)
- 1996 : Dead Cities (en)
- 2002 : The Isness (en) (sous le nom de Amorphous Androgynous, sauf aux États-Unis)
- 2007 : Environments
- 2008 : Environments 2
- 2008 : The Woodlands of Old (sous le nom Yage)
- 2010 : Environments 3
- 2012 : Environments 4
- 2014 : Environments 5
- 2016 : Environment Six
- 2016 : Environment 6.5
- 2019 : Yage 2019

### EP et singles
- 1993 : Cascade
- 1993 : Tales of Ephidrina (sous Amorphous Androgynous)
- 1994 : Promo 500
- 1994 : Expander
- 1994 : Lifeforms EP
- 1995 : Far-out Son of Lung and the Ramblings of a Madman
- 1996 : My Kingdom
- 1997 : We Have Explosive
- 2002 : The Isness (sous Amorphous Androgynous)
- 2005 : Alice in Ultraland (sous Amorphous Androgynous)
- 2007 : A Gigentic Globular Burst of Antistatic
- 2008 : The Pulse EP's
- 2008 : The Peppermint Tree and the Seeds of Superconsciousness (sous Amorphous Androgynous)

### Compilations
- 1992 : Earthbeat (compilation d'anciens travaux sous différents noms)
- 2006 : Teachings from the Electronic Brain (The Best of TFSOL)
- 2007 : From the Archives - Vol. 1
- 2007 : From the Archives - Vol. 2
- 2007 : From the Archives - Vol. 3
- 2007 : From the Archives - Vol. 4
- 2008 : From the Archives - Vol. 5
- 2008 : By Any Other Name
- 2008 : FSOL Digital Mix
- 2010 : From The Archives - Vol. 6
- 2012 : From the Archives - Vol. 7
- 2013 : The Papua New Guinea Anthology
- 2013 : The FSOL Remix Anthology